# RATS&STAR in concert ALL THAT RATS
RATS&STAR in concert ALL THAT RATSは、1984年8月25日に発売されたラッツ&スターの映像作品。

## 概要
シャネルズ～ラッツ&スターとして活動してきた中で、初めてリリースされたライブビデオ。1984年3月から開催された全国ツアーALL THAT RATS '84からセレクトされたライブ映像集。ビデオテープVHSとβⅡ、LD、VHD(VHDのみ9月1日)で発売された。現在までDVD化もされず、廃盤となっている。

## 収録内容
1. ALL WE NEED IS ANOTHER CHANCE
2. DISCO DANCE CONTEST
3. 月へはせる想い（Warping the Moon）
4. 月下美人（ムーンライト・ハニー）
5. 涙のテレフォン
6. 女って……
7. 裏切りの都会（Back Stabbar Down Town）
8. MAMMA
9. 楽しき街角
10. 憧れのスレンダー・ガール
11. ハリケーン
12. ラブ・ミー・ドゥー
13. め組のひと
14. COULD BE THE NIGHT
15. 今夜はフィジカル
16. スマイル・フォー・ミー